# ミツハタ
ミツハタは日本のサラブレッド競走馬。1952年の天皇賞（春）優勝馬である。

## 来歴
同世代の競走馬は、トキノミノル、イツセイらが挙げられる。
なお、36戦すべて、芝コースでの出走である。

### 1950年
10月22日、未出未受（東京競馬場、以下 東京）でデビューし1着。2戦目の11月5日の10万円下（東京）も勝った。12月10日に行われた朝日杯3歳ステークス（中山競馬場、以下 中山）では4番人気に推されたが、勝ったトキノミノルに8馬身の差をつけられ4着に終わった。

### 1951年
4月7日のオープン（中山）を勝ち3勝目。矢野幸夫の鞍上では2戦目となった4月29日の4歳特別（東京）では、2分05秒0のレコード勝ちを収めた。この一戦以後しばらく、矢野が鞍上を務めることになる。
5月13日の皐月賞では3番人気に支持されたが、トキノミノルが勝ち、当馬はイツセイにハナ差およばず3着となった。
続く6月3日の東京優駿では5番人気となったが、皐月賞同様に、トキノミノル、イツセイに次いで3着。しかしイツセイには5馬身差をつけられた。したがってこの時点では、当馬はトキノミノルの脇役にすぎなかった。
ところが6月20日、トキノミノルが破傷風で急死したことで、その後の同世代の勢力図は変わっていく。
秋シーズンは西下せず、関東でのレースに専念した当馬は、9月16日の特ハン（東京）を勝ち、連闘となった9月23日、菊花賞を目指すイツセイと毎日王冠（東京、当時2500m）で対戦。イツセイに1馬身3/4をつけ、2分36秒2のレコードをマークし、初の重賞勝ちを収めた。続く10月6日のオープン（中山）も勝って3連勝。
だが10月14日のカブトヤマ記念（中山）では、西下直前のイツセイと対戦したが、5馬身差の2着に終わった。
その後、11月4日の特ハン（東京）を勝利。11月25日のセントライト記念（東京、当時2400m）ではイツセイに続き2番人気となったが、今度はイツセイに3馬身の差をつけて勝った。
その後、12月9日の中山特別（中山、2400m）において、2分31秒3のレコード勝ちを収めた。

### 1952年
同年に矢野が調教師へと転身したため、主戦は渡辺正人に替わった。また、管理調教師も東原玉造から矢野へと替わった。
3月15日のオープン（東京）から始動。67キロの負担重量を背負いながらも勝った。続く3月21日の東京特別（東京）も勝利した。
その後、天皇賞（春）を目指し西下。5月3日の天皇賞（京都競馬場、3200m）では1番人気に支持された。天皇賞では、前年の菊花賞でイツセイを3着に沈めて勝った2番人気のトラツクオーの粘りにてこずり、最後は頭差となったが、3分23秒1のレコードタイムで制した。
その後、5月18日の東京杯（現在の東京新聞杯、東京。当時2400m）では2分29秒2のレコードタイムをマークしてイツセイを下し、5月31日のオープン（中山）では、69キロを背負いながらも勝った。
続く6月8日の中山ステークス（中山）ではイツセイの2着に終わったが、6月22日の春の目黒記念（東京、2500m）では、73キロの斤量を背負いながらも、2分35秒0のレコードタイムをマークし、2着のトキツオーに3馬身半の差をつけて勝利。一方、イツセイは3着に終わった。しかし、このレースが当馬にとって最後の勝利となった。
その後、秋は5戦するも、70キロの斤量を背負うレースが3つもあったこともあり精彩を欠き、2着2回が最高の着順だった。結局、11月22日のオープン（東京）の2着が最後のレースとなった。

## エピソード
- 『大川慶次郎が選ぶ「個性派」名馬18頭』（ザ・マサダ発行）によると、大川慶次郎が競馬評論家への道へと進むきっかけとなった馬は、このミツハタである。トキノミノルの急死後、同世代のナンバーワンは朝日杯、皐月賞、東京優駿でいずれも2着となったイツセイであるとの、多くの競馬評論家の論評に対し「イツセイの血統では基本的に、2000mを超える距離はもたない。対してミツハタは2400m以上の距離だと真価を発揮する。」という自負があったのがその理由だが、大川の見立て通り、イツセイは生涯21勝を挙げたものの、2000mを超える距離では一度も勝てず、ついにクラシックレースおよび天皇賞制覇を果たせぬまま引退した。対してミツハタは、2400m以上の距離では実に7勝を挙げ、内5回がレコード勝ちであった。
- 主戦騎手を務めた渡辺正人も、ミツハタが生粋のステイヤーであったことを証言している[2]。
- 天皇賞を制した時は上述の通りトラツクオーとのデッドヒートになったが、叩き合いに自信のあった渡辺は最後の直線で先行するトラツクオーにピタッと馬体を寄せて叩き合いに持ち込んだ。その寄せ幅は、トラツクオー鞍上の小林稔が振るったムチが渡辺に当たるほどであった。レース後、渡辺が勝負服を脱いで確認したところ、ムチで叩かれた痕が4本くっきりと残っていたという[3]。
- 上記のように菊花賞には出走していない。菊花賞優勝馬トラツクオー鞍上の小林稔は、「なんで出てこなかったのか分からない。出走していたらミツハタが菊花賞を勝っていただろう。」という趣旨の発言をしている。

## 主な産駒
- キンリユウ（朝日杯3歳ステークス4着）
- タロー（北国王冠賞、金沢・農林大臣賞典、MRO金賞2回）
- グレースタイバー（東海菊花賞、大井記念2着）

## 血統表
| ミツハタの血統 （タッチストン系 / アウトクロス） | ミツハタの血統 （タッチストン系 / アウトクロス） | ミツハタの血統 （タッチストン系 / アウトクロス） | （血統表の出典） | （血統表の出典） |
| 父 クモハタ 1936 栗毛                            | 父の父*トウルヌソル Tournesol 1922 鹿毛          | Gainsborough                                     | Bayardo          | Bayardo          |
| 父 クモハタ 1936 栗毛                            | 父の父*トウルヌソル Tournesol 1922 鹿毛          | Gainsborough                                     | Rosedrop         |                  |
| 父 クモハタ 1936 栗毛                            | 父の父*トウルヌソル Tournesol 1922 鹿毛          | Soliste                                          | Prince William   | Prince William   |
| 父 クモハタ 1936 栗毛                            | 父の父*トウルヌソル Tournesol 1922 鹿毛          | Soliste                                          | Sees             |                  |
| 父 クモハタ 1936 栗毛                            | 父の母*星旗 Fairy Maiden 1924 栗毛               | Gnome                                            | Whisk Broom      | Whisk Broom      |
| 父 クモハタ 1936 栗毛                            | 父の母*星旗 Fairy Maiden 1924 栗毛               | Gnome                                            | Faiery Sprite    |                  |
| 父 クモハタ 1936 栗毛                            | 父の母*星旗 Fairy Maiden 1924 栗毛               | Tuscan Maiden                                    | Maiden Erlegh    | Maiden Erlegh    |
| 父 クモハタ 1936 栗毛                            | 父の母*星旗 Fairy Maiden 1924 栗毛               | Tuscan Maiden                                    | Tuscan Red       |                  |
| 母 ニュージランド 1940 黒鹿毛                    | 母の父*ダイオライト 1927 黒鹿毛                  | Diophon                                          | Grand Parade     | Grand Parade     |
| 母 ニュージランド 1940 黒鹿毛                    | 母の父*ダイオライト 1927 黒鹿毛                  | Diophon                                          | Donnetta         |                  |
| 母 ニュージランド 1940 黒鹿毛                    | 母の父*ダイオライト 1927 黒鹿毛                  | Needle Rock                                      | Rock Sand        | Rock Sand        |
| 母 ニュージランド 1940 黒鹿毛                    | 母の父*ダイオライト 1927 黒鹿毛                  | Needle Rock                                      | Needlepoint      |                  |
| 母 ニュージランド 1940 黒鹿毛                    | 母の母*レディライモンド Lady Limond 1922 鹿毛    | Limond                                           | Desmond          | Desmond          |
| 母 ニュージランド 1940 黒鹿毛                    | 母の母*レディライモンド Lady Limond 1922 鹿毛    | Limond                                           | Lindal           |                  |
| 母 ニュージランド 1940 黒鹿毛                    | 母の母*レディライモンド Lady Limond 1922 鹿毛    | Cintra                                           | Eton             | Eton             |
| 母 ニュージランド 1940 黒鹿毛                    | 母の母*レディライモンド Lady Limond 1922 鹿毛    | Cintra                                           | Cyrense F-No.4-d |                  |

- 半妹フクミノリの孫にリワードウイング（エリザベス女王杯）がいる。

## 参考資料
- 『菊花賞史I』 （フジテレビ制作、ポニーキャニオン販売）：1997年